# FishBase
FishBase (база знања о рибама) је детаљна база података о рибама. У октобру 2008. је у овој бази било описано око 30.000 врста са преко 260.000 народних назива на стотинама језика, преко 46.000 слика са референцираних преко 42.000 радова из стручне научне литературе.

## Историјат
Године 1987, Данијел Паули, инспирисан листама идентификације врста и другим производима које је Валтер Фишер направио за ФАО енгл. Food and Agriculture Organization 1970-их, предложио је стандардизовану базу података за врсте риба, као део „ICLARM“ софтверског пројекта. Следеће године почиње да ради са Рајнер Фрезом, који је радио на експертском систему за идентификацију рибљих ларви. Након првог покушаја да се направи систем уз коришћење „пролога“, Рајнер Фрезе га је пребацио на DataEase, релациону базу података за ДОС. Године 1989. пројект је добио прво одобрење.
Године 1993 пројекат је пребачен на Microsoft Access, а 1995 настаје први ЦД-ром објављен као „FishBase 100“. Првобитна рецензија у научним часописима је хвалила обим, али критиковала преостале празнине у покривености. Касније су сваке године објављени ЦД-и и за FishBase 2004 је било потребно пет ЦД-а или један ДВД. Софтвер је био за потребе Windows 98 или касније верзије, али није био доступан за било који други оперативни систем попут Mac OS X и Линукса.
FishBase се први појавио на World Wide Web-у у августу 1996, а вебмастер је унајмљен следеће године. Године 1999. као нови потпрограм за ихтиопланктон и детаљне податке о рибљим ларвама, идентификацију и узгајање је израђен LarvalBase, под надзором Бернт Ибершера. На крају су потпуни подаци постали доступни преко Интернета.
Од 2000. године, постоји и конзорцијум FishBase. Чине га:
- , Тервурен
- , Тесалоники
- , Ванкувер
- , Рим
- , Кил
- , Париз
- , Стокхолм
- , Пенанг
- , Пекинг

Како је свест о важности FishBase порасла међу стручњацима, ова база је привукла више од 1.300 сарадника. Како би се сачувала научна вредност базе података, FishBase не дозвољава укључивање оригиналних података; сав садржај се заснива на претходно објављеним материјалима.